# ザワークラウト

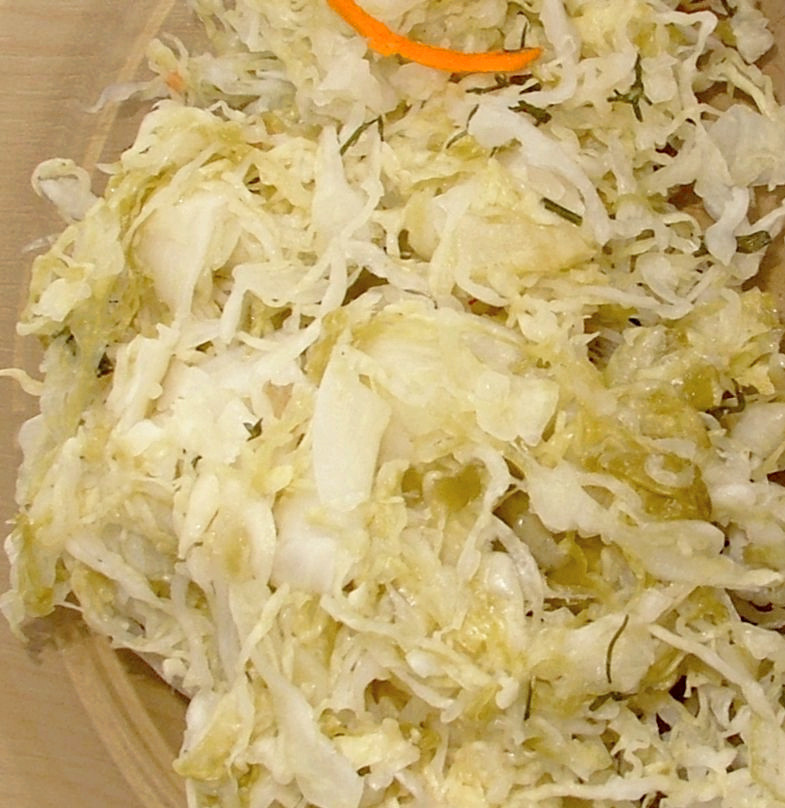
ポーランドのザワークラウト（キショナ・カプースタ）

ザワークラウト (Sauerkraut, ドイツ語: [ˈzaʊɐˌkʁaʊt] ( 音声ファイル)) とは、ドイツにおけるキャベツの漬物（塩漬け）。また、それを使った料理も指す。原義は「酸っぱいキャベツ」。日本では「キャベツの酢漬け」「酢キャベツ」と表記されることもあるが、酸味は発酵により生じる乳酸によるものであり、酢酸によるものではない。ザウアークラウト、ザオアークラオト、英語読みの[ˈsaʊ.ərkraʊt]からサワークラウトとも表記されることがある。

## 広まった国
フランスのアルザス地域やポーランドをはじめ北欧、東欧、ロシアでも食されているほか、ドイツ移民の多いアメリカ合衆国、カナダなどでもよく食べられている。
1世紀には古代ローマで塩漬けのキャベツが食べられていた記録があるが、北欧でのザワークラウトの起源は正確にはわかっていない。ザワークラウトの発明の功績は有史以前のドイツ人にあるとされているが、6世紀の中国北部で著された総合的農書『斉民要術』では野菜の保存方法が広範囲に説明され、31種の野菜の発酵法について書かれている。食物史家のジョイス・トゥームレによると、1237年にモンゴル軍がロシアと東ヨーロッパに侵攻した際に、おもにモンゴル系タタール人によってザワークラウトがもたらされたと述べている。チンギス・カンがキャベツ漬けを馬に乗せてヨーロッパに運び込んだという伝説もあるが、その信憑性は懐疑的に見られている。現代のものは16世紀から18世紀にかけてヨーロッパに広く定着した。
ザワークラウトがキャベツの保存法の主流になった理由は定かではないが、他の保存法より多くのビタミンを保つことが可能であり、内陸部の農民にとって貴重な塩を大量に使用する塩漬けよりも、塩水に漬けるだけでよく安上がりだったことは事実である。中世末期のルネッサンス期（14 - 16世紀）に安価な塩が手に入るようになると、キャベツやニシンの保存により痩せた土地でも農民が十分に栄養が摂れるようになり、バルト海諸国の人口が爆発的に増えたという。

## 製法
ザワークラウトの酸味は発酵の過程で乳酸菌が出す乳酸によるもので、酢などの酸味料は加えない。最初のうちはキャベツが生に近く塩基性のときにロイコノストック・メセントロイデス菌がつくが、その後ラクトバチルス・ブレビI菌とラクトバチルス・プランタタルム菌が増殖して保存液の酸味が増す。
産地や各家庭において作り方はさまざまであるが、基本的にはキャベツや赤キャベツを繊切りにし、瓶や漬物樽に入れ、適量（キャベツの重量の2%程度）の塩と香辛料を入れてよく混ぜたのち、覆いになるものを置いて漬物石など重しをのせて押しをかけ、常温で保管する。一般に発酵しているザワークラウトの塩分濃度は、重量あたり1.5 - 4%である。重しをかけるのは、キャベツが漬け汁から浮き上がらないようにするためで、キャベツが空気に直接触れるとキャベツの中の乳酸菌が死滅してしまい、他の雑菌に対して無防備になるとことを防ぐためである。夏季なら3日、冬場でも1週間程度で酸味が出て食べごろになる。香辛料はディルシード、キャラウェイシード、ジュニパーベリーなどがよく使われる。また塩とともに白ワインを加えて漬け込まれることもある。
ザワークラウト工場の発酵タンクには、千切りにしたキャベツを100トン以上保存できるものがある。キャベツの芯をくり抜き、塩だけを加え、出てきた水分と合わせて重量比2 - 3%の塩分濃度にする。その後は巨大なタンクに移し、管理された細菌に消化させる。ヨーロッパの工場では、発酵開始から1週間ほどで商品を包装する工程に入る。しかしアメリカでは、長ければ1年間タンクに入れて、酸っぱいザワークラウトをつくることもある。工場で作られるザワークラウトは、一般に販売前に加熱殺菌されるため、有益な微生物がほとんど失われていることが多い。
似た漬物として、ルーマニアからブルガリアにかけての諸国には切らずに丸ごと漬け込み乳酸発酵させたキャベツがある。後述のサルマ・サルマーレに使われるのはこちらである。

## 食べ方

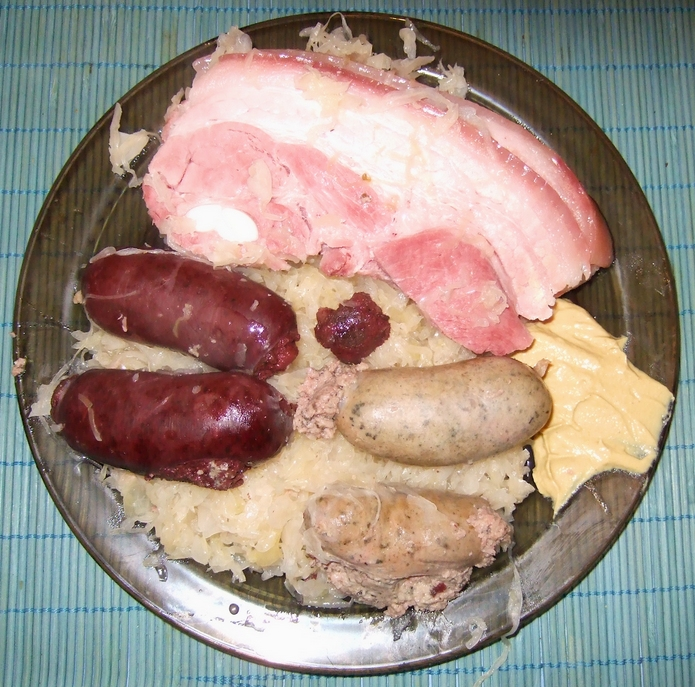
シュラハトプラッテ

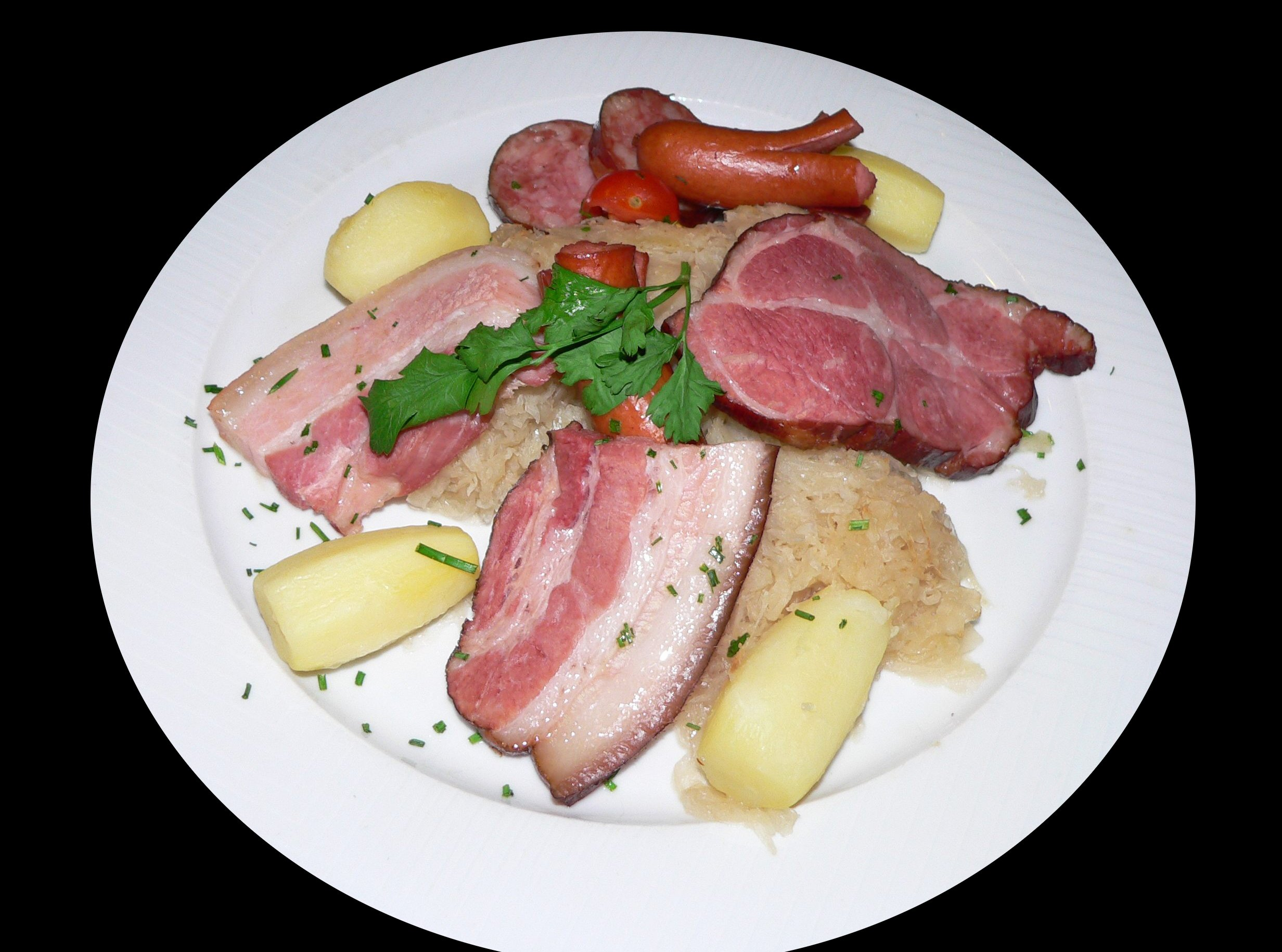
シュークルート・ガルニ

ソーセージなどの肉料理をはじめとした色々な料理の付合せとしてよく用いられ、ドイツ国内でも地方によって調理法や食べ方が異なる。ドイツではブルートヴルスト（Blutwurst, 血のソーセージの意）の付け合わせといえば、ザワークラウトが定番である。
代表的な料理に、ドイツ語でシュラハトプラッテ (Schlachtplatte)、フランス語でシュークルート・ガルニ（Choucroute garnie）、アルザス風シュークルート (Choucroute d'Alsace) がある。これは数種類のソーセージおよび数種類の部位の豚肉、特に腿肉（ドイツ語でアイスバイン、フランス語でジャレ・ドゥ・ポールをザワークラウトの上に乗せて蒸し焼きにしたものである。
その他、油で炒めたり、スープやロシアのシチーなどの煮込み料理の材料としても用いられる。また、サンドイッチに挟むのもポピュラーな食べ方である。塩漬けした牛肉と共にパンにはさんだものはルーベンサンドといわれ、ニューヨークの名物料理の一つである。ホットドッグの付け合せとしても一般的である。ドイツからフランスなどへ移住したユダヤ人の料理としても用いられるが、ユダヤ教の定めるカシュルートでは豚肉を食べることが禁じられているため、乗せる具は子牛の肉や魚が用いられる。東欧ではロールキャベツ（サルマ、サルマーレ）にも使われる。
ベトナムにはザワークラウトと同じようなキャベツの漬け物がある。漬物甕にキャベツを入れ、水と塩と砂糖を加え、フタをしてそのまま2 - 3日おくと酸っぱい漬け物ができあがる。
1970年代から「チョコレート・ザ・ザワークラウト・ケーキ」あるいは「クラウト・ファッジ・ケーキ」などの名のスイーツが、アメリカのローカルな料理本に紹介されるようになってきた。このレシピの由来は、1960年代風のエイプリルフールの冗談でつくられたもので、例えば「米国農務省の余剰食糧部がザワークラウト料理コンテストを開催したときに応募された」「ザワークラウトの販売会社がパンフレットにレシピを載せていた」などである。パンプキンケーキのように、ザワークラウトは生地のかさ増しになり、しっとりさせるが、強烈な風味はないという。このケーキについて寄せられた感想はさまざまで、夢中になった者もいるし、ケーキなのにキャベツの千切りが入っているじゃないかと文句を言う者もいたという。

## ドイツのイメージとザワークラウト
ザワークラウトはドイツ文化の一部であるかのような印象を受けるが、最初にその名が文章中に書き留められたのは、フランスで1607年に書かれた『健康の宝 Le Trèsor de santè』という本で、ザワークラウトを「ドイツ料理」と説明している。
ザワークラウトは代表的ドイツ料理として、ドイツやドイツ人との連想性が高かった（ドイツ・フランス・ロシア文学にはしばしば登場する）。そのため、ドイツおよびプロイセン人に対するイメージが悪化した時期には、ザワークラウトはドイツ人への蔑称として使われる場合があった。
第一次・第二次世界大戦期の英軍及び米軍では、ドイツ兵を指すのに「クラウト」（「キャベツ野郎」程度の意、複数形ではクラウツ）という蔑称を使った。また第二次大戦中の米国ではザワークラウトの生産業者は交戦国ドイツの敵性的なイメージをぼかすため「フリーダムキャベツ」という名前で販売を行った。米軍のイラク戦争介入に反対したフランスへの悪感情が高まった21世紀初頭のアメリカで、一時期フレンチフライが「フリーダムフライ」と呼ばれたことに似た現象といえる。
戦後においても1960年代後期に台頭した西ドイツのロックバンドの特異な音楽性をさして「クラウトロック」という呼称が用いられることもあった。こちらは必ずしも蔑称ではない。
2021年には河野太郎がポーランド人民共和国を指して「毎日食べるのはジャガイモと酢漬けのキャベツ、赤かぶ。」と旧ドイツ東部領土の文化に言及した。

## 健康への効果
ビタミンCを含む保存食として、レモンなどの果実や果汁と並び、長い航海の壊血病予防食としても利用された。1760年代のキャプテン・クックの水夫たちは、ザワークラウトのビタミンCのおかげで健康を保つことができたが、他の船の船員たちは壊血病で次々と倒れていったといわれる。
キャベツ自体に豊富なビタミンCが含まれており、加熱しないことでビタミンCが壊れず、発酵後もビタミンC濃度が高く保たれる。果物が豊富に収穫できない寒冷地では、デンプンで保護されて加熱してもビタミンCが壊れにくいジャガイモと並んで貴重なビタミンC摂取源となっている。ザワークラウトは生のままならば豊富にビタミンCを含むが、瓶詰や缶詰にして加熱殺菌すれば豊富なビタミンCも熱でかなりの量が壊れてしまう。前述のシュラハトプラッテ等のザワークラウトを煮込んだりする料理も同じである。
乳酸菌で発酵しているキャベツは、ビタミンCを保ち続けるだけではなく、キャベツのビタミンB含有量を増やしている。発酵キャベツにはチラミンが大量に含まれている場合があり、このチラミンが精神疾患に処方されるモノアミン酸化酵素阻害薬を効きにくくする。
キャベツに含まれるグルコシノレートなどの硫黄化合物は、加熱したり傷んだときは腐ったような臭いを発するが、乳酸発酵すると分解される。